# Jacqueline Baudot
Jacqueline Baudot-Boisson (ur. w XX wieku, zm. ?) – francuska florecistka, czterokrotna medalistka mistrzostw świata.
Podczas mistrzostw świata w Lizbonie w 1947 roku Francuzki w składzie: Jacqueline Baudot, Renée Garilhe, Françoise Gouny, Alice Karren i Louisette Malherbaud zdobyły srebro w zawodach drużynowych. W rywalizacji drużynowej zdobywała następnie złote medale na mistrzostwach świata w Monte Carlo (1950, skład: Jacqueline Baudot, Odette Drand, Renée Garilhe, Francoise Gouny i Lylian Guyonneau) i mistrzostwach świata w Sztokholmie (1951, skład: Jacqueline Baudot, Odette Drand, Renée Garilhe, Francoise Gouny, Lylian Guyonneau i Thérèse Sanlaville) oraz brązowy na mistrzostwach świata w Hadze (1948).
Nigdy nie wzięła udziału w igrzyskach olimpijskich.